# Железнодорожная катастрофа в Хайтстауне
Железнодорожная катастрофа в Хайтстауне произошла на железной дороге Камден — Амбой между Хайтстауном, штат Нью-Джерси, и Спотсвудом 8 ноября 1833 года, всего через два месяца после того, как конная тяга на линии была заменена паровозной. Это первое зарегистрированное в США железнодорожное происшествие с гибелью пассажиров.
Поезд следовал из Саут-Амбоя в Бордентаун со скоростью 56 км/ч, когда, несмотря на остановку для «смазки колёс» и снижения скорости до 32 км/ч, произошёл перегрев буксы и возгорание, в результате чего ось одного из вагонов сломалась, он сошёл с рельсов и опрокинулся. В результате один пассажир погиб, один скончался от ран позднее. В вагоне находилось 24 пассажира, ранений не получил только один. Среди раненых оказался Корнелиус Вандербильт, который сломал ногу и поклялся никогда больше не путешествовать поездом, хотя позже нарушил свою клятву и в конце концов стал железнодорожным магнатом, владевшим, среди прочего, Нью-Йоркской центральной железной дорогой. Ещё одним пассажиром был конгрессмен и бывший президент США Джон Куинси Адамс, который избежал травм, но описал аварию в своем дневнике как «самую ужасную катастрофу, которую когда-либо видели мои глаза». Ирландский актер Тайрон Пауэр также был в поезде и описал аварию в своем двухтомном журнале Impressions of America.